# Al Taras
Saidi ibn Ibrahim ibn Hasdai al-Tarās, (em hebraico: סידי בן אברהם בן חסדאי אלתראס; em árabe: سيدي بن ابراهيم بن حدادي التاراس; e em português: Altaras), nasceu na família "Taras" em Castela , na antiga Al-Andalus (atual Península Ibérica) , por volta do ano 1065 EC. Fontes escritas pelo rabino Joseph ben Tzaddik e pelo historiador Abraham ibn Dáude alegam que em sua juventude, Al-Taras se tornou discípulo de hakham caraíta Ieshua ben Judah (Abu al-Faraj). Quando Al Taras retornou à Espanha estabelecendo-se em Andaluzia, tentou converter seguidores a fé caraíta entre os judeus rabinitas. Isso fez de al-Taras uma figura profundamente rejeitada, ao ponto de ser retratado no livro de Sefer ha-Qabbalah  al Taras é citado como um ancião malvado e tolo. Se diz que a disputa ferrenha entre os caraítas e rabinitas ocasionou à expulsão ou conversão dos caraítas de Castela pelo rei Alfonso VI , que foi pressionado pelas comunidades judaicas rabinitas locais a fazê-lo. 
Conforme testemunho de Abner aus Burgos (Alfonso de Valladolid ), um marrano espanhol que viveu de 1270 a 1347 EC; a maioria dos hebraicos da Espanha eram saduceus, talvez se referindo aos caraítas. Ele afirma que os judeus caraitas da Espanha foram obrigados a se converterem no tempo do rei Alfonso VI ao judaísmo dos rabinistas; por obra de Joseph Ferrizuel "Cidellus" (Al-Kabri), um judeu rabinista favorito de Alfonso VI, que obteve autoridade para expulsar os caraítas de todas as cidades castelhanas, exceto Carrion de Los Condes. 